# Cúp Intertoto 1964–65
Cúp Intertoto 1964–65 với chức vô địch thuộc về Polonia Bytom, đội vào chung kết mùa trước, đánh bại Lokomotive Leipzig trong trận chung kết mùa này – là trận đấu đầu tiên diễn ra trong 2 lượt trong lịch sử giải đấu. Có 44 câu lạc bộ tham gia, giảm 4 câu lạc bộ so với mùa trước, các câu lạc bộ từ Bulgaria và Hy Lạp lần đầu tiên tham gia. Giải đấu cũng bị ảnh hưởng bởi quyết định của UEFA khi ngăn cản các câu lạc bộ tham gia Giải bóng đá vô địch các câu lạc bộ châu Âu hay Cúp các câu lạc bộ đoạt cúp bóng đá quốc gia châu Âu tiếp tục các giải đấu cấp châu lục sau khi kết thúc kì nghỉ hè. Các câu lạc bộ được miễn đấu ở vòng đấu loại trực tiếp, cho đến khi họ bị loại hoặc rút khỏi các giải đấu của UEFA.

## Vòng bảng
Các đội bóng được chia thành 11 bảng, mỗi bảng 4 đội, vì không thể chia đủ số đội vào 12 bảng. Các bảng được chia theo khu vực địa lý - 'A' cho các đội ở Bỉ, Hà Lan, Thụy Sĩ và Tây Đức; 'B' cho các đội ở Áo, Bulgaria, Tiệp Khắc, Đông Đức, Ba Lan, Nam Tư và một đội ở Thụy Điển; 'C' (chỉ có 3 bảng) cho các đội ở Pháp, Hy Lạp và Thụy Điển và một câu lạc bộ mỗi quốc gia Tiệp Khắc, Ba Lan, Tây Đức và hai đội từ Nam Tư. Mười một đội thắng vòng bảng (in đậm ở các bảng dưới) vào vòng đấu loại trực tiếp.

### Bảng A1
| XH | Đội             | Tr | T | H | T | BT | BB | HS | Đ |
| -- | --------------- | -- | - | - | - | -- | -- | -- | - |
| 1  | Hertha Berlin   | 6  | 2 | 3 | 1 | 12 | 12 | 0  | 7 |
| 2  | Feyenoord       | 6  | 2 | 2 | 2 | 9  | 7  | +2 | 6 |
| 3  | Lausanne Sports | 6  | 1 | 4 | 1 | 14 | 14 | 0  | 6 |
| 4  | Standard Liège  | 6  | 2 | 1 | 3 | 8  | 10 | −2 | 5 |

### Bảng A2
| XH | Đội                    | Tr | T | H | T | BT | BB | HS | Đ |
| -- | ---------------------- | -- | - | - | - | -- | -- | -- | - |
| 1  | DWS                    | 6  | 4 | 0 | 2 | 14 | 6  | +8 | 8 |
| 2  | La Chaux-de-Fonds      | 6  | 3 | 1 | 2 | 9  | 10 | −1 | 7 |
| 3  | Eintracht Braunschweig | 6  | 3 | 1 | 2 | 9  | 10 | −1 | 7 |
| 4  | Beringen               | 6  | 1 | 0 | 5 | 11 | 17 | −6 | 2 |

### Bảng A3
| XH | Đội            | Tr | T | H | T | BT | BB | HS  | Đ  |
| -- | -------------- | -- | - | - | - | -- | -- | --- | -- |
| 1  | Kaiserslautern | 6  | 4 | 2 | 0 | 8  | 0  | +8  | 10 |
| 2  | Enschede       | 6  | 2 | 3 | 1 | 11 | 7  | +4  | 7  |
| 3  | Beerschot      | 6  | 1 | 4 | 1 | 5  | 5  | 0   | 6  |
| 4  | Grenchen       | 6  | 0 | 1 | 5 | 3  | 15 | −12 | 1  |

### Bảng A4
| XH | Đội         | Tr | T | H | T | BT | BB | HS | Đ  |
| -- | ----------- | -- | - | - | - | -- | -- | -- | -- |
| 1  | Liège       | 6  | 4 | 2 | 0 | 10 | 3  | +7 | 10 |
| 2  | NAC Breda   | 6  | 3 | 2 | 1 | 17 | 8  | +9 | 8  |
| 3  | Young Boys  | 6  | 1 | 2 | 3 | 13 | 21 | −8 | 4  |
| 4  | Saarbrücken | 6  | 0 | 2 | 4 | 6  | 14 | −8 | 2  |

### Bảng B1
| XH | Đội                | Tr | T | H | T | BT | BB | HS | Đ |
| -- | ------------------ | -- | - | - | - | -- | -- | -- | - |
| 1  | Lokomotive Leipzig | 6  | 4 | 1 | 1 | 15 | 10 | +5 | 9 |
| 2  | Vojvodina          | 6  | 2 | 2 | 2 | 17 | 15 | +2 | 6 |
| 3  | Jednota Trenčín    | 6  | 3 | 0 | 3 | 14 | 12 | +2 | 6 |
| 4  | First Vienna       | 6  | 1 | 1 | 4 | 8  | 17 | −9 | 3 |

### Bảng B2
| XH | Đội            | Tr | T | H | T | BT | BB | HS | Đ |
| -- | -------------- | -- | - | - | - | -- | -- | -- | - |
| 1  | Empor Rostock  | 6  | 4 | 0 | 2 | 13 | 11 | +2 | 8 |
| 2  | Gwardia Warsaw | 6  | 3 | 0 | 3 | 14 | 19 | −5 | 6 |
| 3  | Norrköping     | 6  | 2 | 1 | 3 | 12 | 10 | +2 | 5 |
| 4  | Radnički Niš   | 6  | 2 | 1 | 3 | 13 | 12 | +1 | 5 |

### Bảng B3
| XH | Đội              | Tr | T | H | T | BT | BB | HS | Đ |
| -- | ---------------- | -- | - | - | - | -- | -- | -- | - |
| 1  | Szombierki Bytom | 6  | 4 | 0 | 2 | 13 | 9  | +4 | 8 |
| 2  | Košice           | 6  | 3 | 2 | 1 | 11 | 8  | +3 | 8 |
| 3  | Vorwärts Berlin  | 6  | 2 | 1 | 3 | 5  | 9  | −4 | 5 |
| 4  | Wiener Sportclub | 6  | 1 | 1 | 4 | 10 | 13 | −3 | 3 |

### Bảng B4
| XH | Đội             | Tr | T | H | T | BT | BB | HS  | Đ |
| -- | --------------- | -- | - | - | - | -- | -- | --- | - |
| 1  | Karl-Marx-Stadt | 6  | 3 | 2 | 1 | 12 | 6  | +6  | 8 |
| 2  | Tatran Prešov   | 6  | 2 | 3 | 1 | 12 | 8  | +4  | 7 |
| 3  | Odra Opole      | 6  | 2 | 2 | 2 | 6  | 6  | 0   | 6 |
| 4  | Spartak Pleven  | 6  | 0 | 3 | 3 | 6  | 16 | −10 | 3 |

### Bảng C1
| XH | Đội                  | Tr | T | H | T | BT | BB | HS  | Đ  |
| -- | -------------------- | -- | - | - | - | -- | -- | --- | -- |
| 1  | Malmö FF             | 6  | 4 | 2 | 0 | 18 | 5  | +13 | 10 |
| 2  | Toulouse             | 6  | 3 | 1 | 2 | 15 | 11 | +4  | 7  |
| 3  | NK Dinamo            | 6  | 2 | 1 | 3 | 10 | 12 | −2  | 5  |
| 4  | Panionios/Olympiacos | 6  | 0 | 2 | 4 | 6  | 21 | −15 | 2  |

Olympiacos thi đấu hai trận (sân khách với NK Dinamo, sân nhà với Toulouse) trước khi bỏ giải và thành tích của họ được kế thừa bởi Panionios.

### Bảng C2
| XH | Đội                 | Tr | T | H | T | BT | BB | HS  | Đ |
| -- | ------------------- | -- | - | - | - | -- | -- | --- | - |
| 1  | Slovnaft Bratislava | 6  | 4 | 1 | 1 | 19 | 6  | +13 | 9 |
| 2  | AIK                 | 6  | 3 | 0 | 3 | 11 | 15 | −4  | 6 |
| 3  | Sarajevo            | 6  | 2 | 1 | 3 | 11 | 6  | +5  | 5 |
| 4  | Angers              | 6  | 2 | 0 | 4 | 5  | 19 | −14 | 4 |

### Bảng C3
| XH | Đội           | Tr | T | H | T | BT | BB | HS  | Đ |
| -- | ------------- | -- | - | - | - | -- | -- | --- | - |
| 1  | Polonia Bytom | 6  | 3 | 1 | 2 | 18 | 6  | +12 | 7 |
| 2  | Lens          | 6  | 3 | 1 | 2 | 15 | 9  | +6  | 7 |
| 3  | Schalke 04    | 6  | 3 | 1 | 2 | 10 | 12 | −2  | 7 |
| 4  | Degerfors     | 6  | 1 | 1 | 4 | 4  | 20 | −16 | 3 |

## Vòng Một
- Các đội DWS và Malmö FF được miễn đấu vì tham gia Giải bóng đá vô địch các câu lạc bộ châu Âu, và không được phép tiếp tục tham gia Cúp Intertoto sau kì nghỉ hè.
- Các đội còn lại được chia thành 3 cặp đấu và 3 suất miễn đấu – các đội miễn đấu bao gồm Hertha Berlin, Lokomotive Leipzig và Polonia Bytom. Nó thay thế hệ thống dùng ở mùa giải trước, tức là cho phép các đội thua có thành tích tốt nhất vào tiếp vòng trong.

| Đội 1                                          | TTS | Đội 2               | Lượt đi | Lượt về |
| ---------------------------------------------- | --- | ------------------- | ------- | ------- |
| Hertha Berlin Bản mẫu:Country data West Berlin | Bye | –                   | –       | –       |
| Kaiserslautern                                 | 2–4 | Slovnaft Bratislava | 1–1     | 1–3     |
| Lokomotive Leipzig                             | Bye | –                   | –       | –       |
| Malmö FF                                       | Bye | –                   | –       | –       |
| Liège                                          | 1–0 | Szombierki Bytom    | 0–0     | 1–0     |
| Empor Rostock                                  | 1–2 | Karl-Marx-Stadt     | 0–1     | 1–1     |
| Polonia Bytom                                  | Bye | –                   | –       | –       |

## Tứ kết
- Malmö FF bị loại ở Giải bóng đá vô địch các câu lạc bộ châu Âu, nên được quyền tham gia lại; nhưng DWS nên họ bỏ giải.
- Vì vậy, các đội còn lại chia thành 3 cặp đấu và một suất miễn đấu – đội giành được suất miễn đấu là Liège.

| Đội 1                                          | TTS | Đội 2               | Lượt đi | Lượt về |
| ---------------------------------------------- | --- | ------------------- | ------- | ------- |
| Hertha Berlin Bản mẫu:Country data West Berlin | 5–2 | Slovnaft Bratislava | 5–0     | 0–2     |
| Lokomotive Leipzig                             | 5–2 | Malmö FF            | 4–1     | 1–1     |
| Liège                                          | Bye | –                   | –       | –       |
| Karl-Marx-Stadt                                | 3–4 | Polonia Bytom       | 2–0     | 1–4     |

## Bán kết
| Đội 1                                          | TTS | Đội 2              | Lượt đi | Lượt về |
| ---------------------------------------------- | --- | ------------------ | ------- | ------- |
| Hertha Berlin Bản mẫu:Country data West Berlin | 1–8 | Lokomotive Leipzig | 1–4     | 0–4     |
| Liège                                          | 2–3 | Polonia Bytom      | 1–0     | 1–3     |

## Chung kết
| Đội 1              | TTS | Đội 2         | Lượt đi | Lượt về |
| ------------------ | --- | ------------- | ------- | ------- |
| Lokomotive Leipzig | 4–5 | Polonia Bytom | 3–0     | 1–5     |